# Tanjung Ale
Tanjung Ale is een bestuurslaag in het regentschap Padang Lawas van de provincie Noord-Sumatra, Indonesië. Tanjung Ale telt 728 inwoners (volkstelling 2010).